# Cicle de Teatre de Granollers
El Cicle de Teatre de Granollers va ser un festival de teatre que s'organitzava a Granollers la dècada dels anys 70 del segle passat. En ell s'hi van poder veure espectacles de grups de teatre catalans de l'anomenat aleshores teatre Independent com de companyies estrangeres.

## Edicions
- II Cicle (1973).[2]
  - Per què surt de mare el Llobregat? de Joaquim Vila i Folch
  - Vitimas do dever d'Eugène Ionesco
  - Tres forasters a Madrid d'Eduard Escalante[3]
  - Els justos d'Albert Camus, versió de Bonaventura Vallespinosa
- III Cicle (1974).[4]
  - Anfitrión por tus barbas a remojar.
  - Entremés famoso sobre da pesca do rio Miño
  - Zardigot d'Eulogio R. Ruibal
- IV Cicle [1975)[5]
  - Ubú rey d'Alfred Jarry
  - Crónica de Tadeusz Rózevicz